# The Importance of Being Another Man's Wife
The Importance of Being Another Man's Wife è un cortometraggio muto del 1914 diretto da Frank Wilson.

## Trama
Un uomo si finge una ragazza per poter corteggiare, così travestito, una donna sposata.

## Produzione
Il film fu prodotto dalla Hepworth.

## Distribuzione
Distribuito dalla Kinematograph Trading Company, il film - un cortometraggio in due bobine - uscì nelle sale cinematografiche britanniche nel gennaio 1914.
Si conoscono pochi dati del film che, prodotto dalla Hepworth, fu distrutto nel 1924 dallo stesso produttore, Cecil M. Hepworth. Fallito, in gravissime difficoltà finanziarie, il produttore pensò in questo modo di poter almeno recuperare il nitrato d'argento della pellicola.